# فیل راست‌عاج (سرده)
فیل راست‌عاج (نام علمی: Palaeoloxodon) یک سرده منقرض‌شده از خانواده فیل است. گونه‌های این سرده میان دورهای پلیوسن تا هولوسن در اوراسیا می‌زیستند و سنگواره‌های آن‌ها در انگلستان، آلمان، سیسیل، مالت، هند و ژاپن کشف شده‌است. این سرده در گذشته به عنوان یک زیرسرده از سرده فیل آفریقایی و سپس سرده آسیافیل طبقه‌بندی می‌شد اما امروزه یک سرده مستقل محسوب می‌شود. تحقیقات ژنتیکی در سال ۲۰۱۶ این احتمال را مطرح کرد که فیل جنگلی آفریقایی احتمالاً نزدیک‌ترین خویشاوند زنده فیل راست‌عاج است و در این صورت سرده فیل آفریقایی منسوخ خواهد شد. زیرا در این صورت فیل راست‌عاج نسبت به فیل بیشه آفریقایی به فیل جنگلی آفریقایی خویشاوندی نزدیک‌تری خواهد داشت. گروهی از متخصصان نیز هستند که سرده فیل راست‌عاج را نامعتبر دانسته و گونه‌های آن را میان دو سرده فیل آفریقایی و آسیافیل تقسیم می‌کنند. بزرگ‌ترین گونه فیل راست‌عاج با نام فیل راست‌عاج آسیایی شناخته می‌شود که احتمالاً بزرگ‌ترین پستاندار شکی‌زی تاریخ بوده‌است.

## انقراض
فیل راست‌عاج حدود ۳۰٫۰۰۰ سال پیش در سرزمین‌های اصلی اوراسیا احتمالاً به دلیل تغییرات اقلیمی گسترده منقرض شد و گونه‌های باقی‌مانده آن در ژاپن نیز اندکی بعد از میان رفتند. فیل‌های کوتوله جزایر مدیترانه آخرین بازماندگان فیل راست‌عاج بودند که حدود ۳۰۰۰ سال پیش همزمان با ورود انسان به این جزایر منقرض شدند.